# Mischne Tora

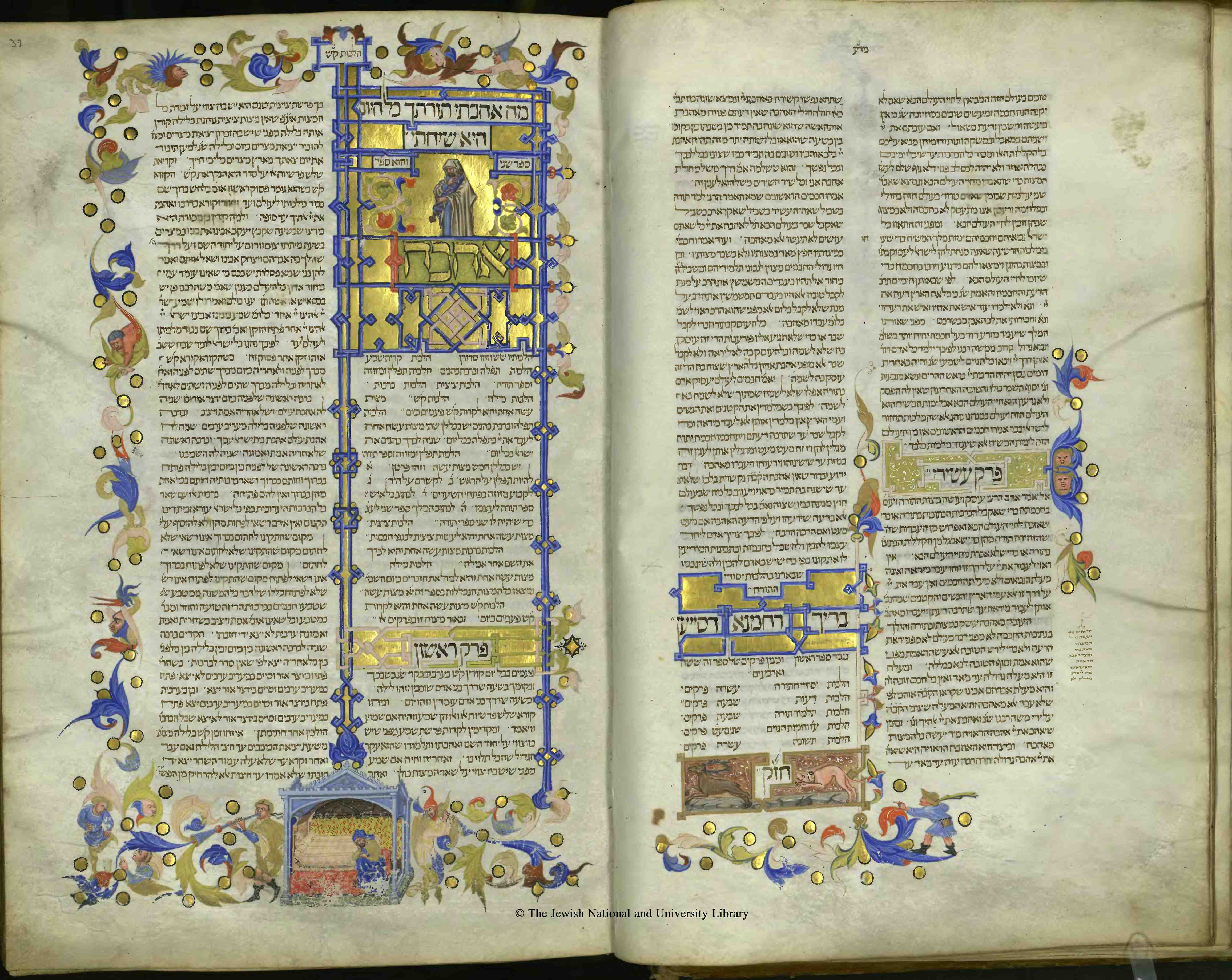
Mischne Tora, Kopie um 1400. Israelische Nationalbibliothek, Jerusalem

Mischne Tora (hebräisch מִשְׁנֶה תּוֹרָה, „Wiederholung der Tora“, auch als HaJad haChasaka, Starke Hand, bezeichnet) ist eine umfassende, streng logisch gegliederte Sammlung jüdischer Gesetze des Maimonides. Sie wurde von 1170 bis 1180 geschaffen, als Maimonides in Ägypten war.
Das Werk ist in vierzehn Bände unterteilt. 

## Sefer Madda
Sefer HaMadda (hebräisch סֵפֶר המַדָּע; Buch der Erkenntnis). Dieses Buch besteht aus fünf Halachot, den Gesetzen über die Prinzipien der Tora. Alle Aspekte des Buches betreffen die Anbetung und Beziehung zu Gott. Es beginnt mit dem Verstehen der Glaubensgesetze. Daran schließen sich die Gesetze über die persönliche Selbstentfaltung an. Dazu die Gesetze, wie die Tora zu studieren ist. Schließlich die Gesetze bezüglich der Anbetung und die Gesetze über die Buße. Es besteht insgesamt aus 75 Mitzwot, davon 6 Gebote und 59 Verbote.
1. Hilchot Jesodei ha-Torah (hebräisch הִלְכּוֹת יְסוֹדי התורה; Gesetze zu den Prinzipien der Tora)
2. Hilchot De'ot (hebräisch הִלְכּוֹת דְּעוֹת; Gesetze zur Philosophie)
3. Hilchot Talmud Torah (hebräisch הִלְכּוֹת תלמוד תורה; Gesetze zum Talmudstudium)
4. Hilchot Awoda Sara we-Chukot ha-Gojim (hebräisch הִלְכּוֹת עֲבוֹדָה זָרָה וחוּקוֹת  הגּוֹיִים; Gesetze zum Verbot des Götzendienstes)
5. Hilchot T'schuwa (hebräisch הִלְכּוֹת תְּשׁוּבָה; Gesetze zu Buße und Reue)

## Sefer Ahawa
Sefer Ahawa  (hebräisch סֵפֶר האַהֲבָה; Buch der Liebe). Dieses Buch beschreibt die Liebe zu Gott und besteht aus sechs Halachot. Sie betreffen das Sh’ma-Gebet, Gesetze zum Gebet und zum Priestersegen betreffen und Gesetze bezüglich T’fillin, Mesusot sowie der Torarollen. Es besteht insgesamt aus 11 Mitzwot, und zwar ausschließlich Geboten.
1. Hilchot Krijat Schma (hebräisch הִלְכּוֹת קְרִיאַת שֵׁמַע: Gesetz zum Schma-Gebet)
2. Hilchot Tefila we-Birkat Kohanim (hebräisch הִלְכּוֹת תְּפִילָּה ובִּרְכַּת כֹּהֲנִים: Gesetz zum Gebet und Priestersegen)
3. Hilchot Tefilin we-Mesusah we-Sefer Tora (hebräisch הִלְכּוֹת  תְּפִילִין ומְזוּזָה וסֵפֶר תּוֹרָה: Gesetze zu Tefilin und Mesusa)
4. Hilchot Zizit (hebräisch הִלְכּוֹת  צִיצִית: Gesetze zu den Ziziot)
5. Hilchot Brachot (hebräisch הִלְכּוֹת בְּרָכוֹת: Gesetze zu den Segenssprüchen)
6. Hilchot Brit Mila, Seder Tefila (hebräisch הִלְכּוֹת בְּרִית מִלָּה סֵדֶר תְּפִלָּה: Gesetze zur Brit Mila.)

## Sefer S’manim
Sefer S’manim  (hebräisch סֵפֶר זְמָנִים; Buch der Zeiten). Dieses Buch besteht aus zehn Halachot, sie betreffen den Schabbat, Eruvin, Jom Kippur, Chamez, Mazza, Schofar, Sukka, Lulaw, die Gesetze bezüglich des Halbschekels, Rosch Chodesch, Fastentage, Megillah und Chanukka. Das Wort „s’manim“ bedeutet „Zeiten“ im Sinne von „geheiligte Zeiten“ und bezieht sich hier auf den Schabbat und die jüdischen Feiertage. Das Buch besteht aus 35 Mitzwot, davon 19 Geboten und 16 Verboten; zudem drei Mitzwot d’Rabbanan (auf der Grundlage rabbinischer Entscheidung).
1. Hilchot Shabbat (hebräisch הִלְכּוֹת שַׁבָּת: Gesetze zum Schabbat)
2. Hilchot Eruvin (hebräisch הִלְכּוֹת עֵרוּבִין: Gesetze zur Schabbatausübung)
3. Hilchot Schwitat Asor (hebräisch הִלְכּוֹת שְׁבִיתַת עָשׂוֹר: Gesetz zu den Verboten am Jom Kippur)
4. Hilchot Jom Tow (hebräisch הִלְכּוֹת שְׁבִיתַת יוֹם טוֹב: Gesetze zu den Verboten am Schabbat)
5. Hilchot Chametz u-Mazza (hebräisch הִלְכּוֹת חָמֵץ ומַצָּה: Gesetze zu den Verboten am Pessach)
6. Hilchot Schofar we-Lulaw we-Sukkah (hebräisch הִלְכּוֹת שׁוֹפָר וסֻכָּה ולוּלָב: siehe Rosch ha-Schana und Sukkot)
7. Hilchot Sch’kalim (hebräisch הִלְכּוֹת שְׁקָלִים)
8. Hilchot Kiddusch ha-Chodesch (hebräisch הִלְכּוֹת קִדּוּש הַחֹדֶשׁ: siehe Rosch Chodesch)
9. Hilchot Taanijot (hebräisch הִלְכּוֹת תַּעֲנִיוֹת: Gesetze zu den Fastentagen)
10. Hilchot Chanuka u-Megilla (hebräisch הִלְכּוֹת מְגִלָּה וחֲנֻכָּה: Gesetze zu den Festtagen Chanukka und Purim)

## Sefer Naschim
Sefer Naschim (hebräisch סֵפֶר נָשִׁים; Buch der Frauen). Dieses Buch besteht aus fünf Halachot. Es geht um Ehe, Scheidung, Leviratsehe, vergewaltigte Frauen und Ehebrecherinnen. Es enthält 17 Mitzwot, davon 9 Gebote und 8 Verbote.
1. Hilchot Ischut (hebräisch הִלְכּוֹת אִישׁוּת; Gesetze zur Ehe, Kidduschin sowie Ketubba)
2. Hilchot Geruschin (hebräisch הִלְכּוֹת גֵּירוּשִׁין; Gesetze zur Scheidung)
3. Hilchot Jibum wa-Chaliza (hebräisch הִלְכּוֹת יִיבּוּם וחֲלִיצָה; Gesetze zur Leviratsehe)
4. Hilchot Na’ara Betula (hebräisch הִלְכּוֹת נַעֲרָה בְּתוּלָה; Gesetze zu einem Mann, der eine unverheiratete Frau verführt oder vergewaltigt)
5. Hilchot Sota (hebräisch הִלְכּוֹת סוֹטָה; Gesetze bezüglich einer Frau, die des Ehebruchs und der Untreue verdächtigt wird)

## Sefer Keduscha
Sefer Keduscha  (hebräisch סֵפֶר קְדוּשָּׁה; Buch der Heiligkeit). Dieses Buch besteht aus drei Halachot. Es beschreibt verbotene sexuelle Beziehungen, verbotenes Essen und das Schächten. Es hat 70 Mizwot, davon 8 Gebote und 62 Verbote.
1. Hilchot Issurei Biah (hebräisch הִלְכּוֹת אִיסּוּרֵי בִּיאָה; Gesetze zur verbotenen sexuellen Beziehungen). Eingeschlossen Nidda, Inzest und Ehebruch.  Auch interreligiöse Ehe mit Nicht-Juden ist verboten.
2. Hilchot Ma’achalot Assurot (hebräisch הִלְכּוֹת מַאֲכְלוֹת אֲסוּרוֹת; Gesetze zu Kaschrut)
3. Hilchot Schechita (hebräisch הִלְכּוֹת שְׁחִיטָה; Gesetze zum Schächten)

## Sefer Hafla’ah
Sefer Hafla’ah  (hebräisch סֵפֶר הַפְלָאָה; dt. Buch der Trennung). Dieses Buch besteht aus vier Halachot. Es geht um Eide, Gelübde, Nasiräer sowie Spenden. Es enthält 25 Mitzwot, davon 10 Gebote und 15 Verbote.
1. Hilchot Schwuot (hebräisch הִלְכּוֹת שְׁבוּעוֹת: Gesetze von Gelübden - Verbote)
2. Hilchot Nedarim (hebräisch הִלְכּוֹת נְדָרִים: Gesetze von Eiden - Gebote)
3. Hilchot Nesirot (hebräisch הִלְכּוֹת נְזִירוֹת: Gesetze der Nasiräer)
4. Hilchot Erachin (hebräisch הִלְכּוֹת עֳרָכִים וחרמים: Gesetze zu Spenden für den Tempel)

## Sefer S’raim
Sefer S’raim  (hebräisch סֵפֶר זְרָעִים; Buch der Samen). Das Buch besteht aus sieben Halachot. Es geht und Regeln und Gesetze der Landwirtschaft, um Spenden für die Armen und die Priester. Es hat 67 Mitzwot, davon 30 Gebote und 37 Verbote.
1. Hilchot KilaJim (hebräisch הִלְכּוֹת כִּלְאַיִם: Gesetze von verbotenen Mischungen)
2. Hilchot Anijim (hebräisch הִלְכּוֹת מַתָּנוֹת עֲנִיִים: Gesetze zu Spenden für die Armen)
3. Hilchot T’rumot (hebräisch הִלְכּוֹת תְּרוּמוֹת ומְעַשְּׂרוֹת: Gesetze zu Spenden für die Priester)
4. Hilchot Maaser (hebräisch הִלְכּוֹת מְעָשֵׂר שני ונֶטַע רַבְּעִי: Gesetze von Zehnteln)
5. Hilchot Bikurim (hebräisch הִלְכּוֹת בִּיכּוּרִים ושְׁאָר מתנות כְּהוּנָּה שבגְּבוּלִין: Gesetze der ersten Fruchtangebote)
6. Hilchot Sch'mitta (hebräisch הִלְכּוֹת שְׁמִיטָה ושְׁנַת היוֹבֵל: Gesetze des Brachjahres)

## Sefer Awoda
Sefer Awoda  (hebräisch סֵפֶר עֲבוֹדָה; Buch des Tempeldienstes). Dieses Buch besteht aus neun Halachot. Es beschreibt das von Gott auserwählte Haus, Tempelgeräte und die die sie benutzen, den Eingang zum Tempel, verbotene Tieropfer, alltägliche Opfer und das spezielle Opfer. Es hat 103 Mitzwot, davon 47 Gebote und 56 Verbote.
1. Hilchot Bet ha-Bechira  (hebräisch הִלְכּוֹת בֵּית הַבְּחִירָה; Gesetze zum (von Gott) auserwählten Haus / Gesetze zum Tempel)
2. Hilchot k’lei ha-Mikdasch  (hebräisch הִלְכּוֹת כְּלִי הַמִּקְדָּשׁ והעובדים בו; Gesetze zu den Tempelgeräten und Tempeldienern)
3. Hilchot bi’at ha-Mikdasch  (hebräisch הִלְכּוֹת בִּיאַת הַמִּקְדָּשׁ: Gesetze zum Eingang des Heiligtums)
4. Hilchot issurei ha-Misbe’ach  (hebräisch הִלְכּוֹת איסורי מזבח: Gesetze von Verbotenem für den Altar)
5. Hilchot ma’aseh ha-Korbanot (hebräisch הִלְכּוֹת מעשה הקרבנות: Gesetze zum Verfahren der Opferung)
6. Hilchot temidim u-Musafim  (hebräisch הִלְכּוֹת תמידין ומוספין:  Gesetze von andauernden und zusätzlichen Tempelopfern)
7. Hilchot pesule ha-Mukdaschim  (hebräisch הִלְכּוֹת פסולי המוקדשין: Gesetze von untauglichen Tempelopfern)
8. Hilchot awodat Jom ha-Kippurim (hebräisch הִלְכּוֹת עבודת  יום הכיפורים: Gesetze des Dienstes am Jom Kippur)
9. Hilchot me’ilah (hebräisch הִלְכּוֹת  מעילה: Gesetze der Veruntreuung von Tempelopfern)

## Sefer Korbanot
Sefer Korbanot (hebräisch ספר קרבנות; Buch für Tempelopfer). Dieses Buch besteht aus sechs Halachot. Es beschreibt das Pessachopfer, das Opfer an Festtagen, die Erstgeburt und das Sühneopfer. Es hat 39 Mitzwot, davon sind 20 Gebote und 19 Verbote. Es gibt verschiedene Anlässe, die ein Opfer vorschreiben:
1. Hilchot Korban Pessach   (hebräisch הִלְכּוֹת קָרְבָּן פֶּסַח; Pessach)
2. Hilchot Chagigah  (hebräisch הִלְכּוֹת חֲגִיגָה, Festtage)
3. Hilchot Bechorot  (hebräisch הִלְכּוֹת בְּכוֹרוֹת; Erstgeburt)
4. Hilchot Sch’gagot  (hebräisch הִלְכּוֹת שְׁגָגוֹת; fahrlässiges Vergehen)
5. Hilchot Mechussareji Kappara   (hebräisch הִלְכּוֹת מְחֻסָּרֵי כַּפָּרָה; fehlende Vergebung)
6. Hilchot Temura   (hebräisch הִלְכּוֹת תְּמוּרָה; Reue und Buße)

## Sefer Tohorah
Sefer Tohorah (hebräisch ספר טהרה; Buch zur rituellen Unreinheit). Dieses Buch besteht aus acht Halachot. Es beschreibt rituelle Unreinheiten. Es hat 20 Mitzwot, davon 18 Gebote und zwei Verbote.
1. Hilchot Tumat Met  (hebräisch הִלְכּוֹת טוּמְאַת מֵת; Unreinheit durch Leichnam)
2. Hilchot Para Aduma  (hebräisch הִלְכּוֹת פָּרָה אָדוּמּה; Rote Kuh)
3. Hilchot Tumat Zara’at  (hebräisch הִלְכּוֹת טוּמְאַת  צָרַעַת; Unreinheit an Haut, Kleidung, Häusern durch Zaraat)
4. Hilchot Metamei Mischkaw u-Moschaw  (hebräisch הִלְכּוֹת מְטַמֵּאי  מִשְׁכָּב ומוֹשָׁב; Unreinheit durch Beischlaf)
5. Hilchot Sch’ar Awot haTumot  (hebräisch הִלְכּוֹת שְׁאָר אָבוֹת הטוּמְאוֹת; Quellen der Unreinheit)
6. Hilchot Tumat Ochalin   (hebräisch הִלְכּוֹת טוּמְאַת  אוֹכְלִין; Unreinheit durch Essen)
7. Hilchot Kelim   (hebräisch הִלְכּוֹת כְּלִים; Unreinheit durch Geräte)
8. Hilchot Mikwaot   (hebräisch הִלְכּוֹת מִקְוּאוֹת; Reinheit durch Tauchbad)

## Sefer Nesikin
Sefer Nesikin (hebräisch ספר נזיקין; Buch zu Schädigung und Schadensersatz). Dieses Buch besteht aus fünf Halachot und beschreibt die Themen Sachschaden, Diebstahl, Raub, Körperverletzung und Mord. Es hat 36 Mitzwot, davon sind 16 Gebote und 20 Verbote.
1. Hilchot Niskei Mamon  (hebräisch הִלְכּוֹת נִזְקֵי מָמוֹן; Geldschaden)
2. Hilchot Negeiwa   (hebräisch הִלְכּוֹת גְּנֵיבָה; Diebstahl)
3. Hilchot G’seilah w-Awidah   (hebräisch הִלְכּוֹת גְּזֵילָה ואֲבֵידָה; Verlust)
4. Hilchot Chubal u-Masik   (hebräisch הִלְכּוֹת חוּבַּל  ומַזִּיק; Schädiger und Schaden)
5. Hilchot Rozeach u-Schmirat Nefesch   (hebräisch הִלְכּוֹת רוֹצֵחַ ושְׁמִירַת נֶפֶשׁ; Mord und Notwehr)

## Sefer Kinjian
Sefer Kinjian (hebräisch ספר קנין; Buch zum Einkauf, Kaufrecht). Dieses Buch besteht aus fünf Halachot: Verkauf, Erwerb von Eigentum, Nachbarn, Vertretung und Partnerschaften sowie Sklaven. Es hat 18 Mitzwot, davon sechs Gebote und 12 Verbote.
1. Hilchot Mechirah   (hebräisch הִלְכּוֹת מְכִירָה; Verkauf)
2. Hilchot Sechijah u-Matanah   (hebräisch הִלְכּוֹת זְכִיָּיה ומַתָּנָה; Gewinn und Geschenk)
3. Hilchot Sch’chenim   (hebräisch הִלְכּוֹת שְׁכֵנִים; Nachbarn)
4. Hilchot Schluchin w’Schutafin   (hebräisch הִלְכּוֹת שְׁלּוּחִין ושׁוּתָּפִין; Vertretung)
5. Hilchot ‘Awadim  (hebräisch הִלְכּוֹת עֳבָדִים; Sklaven)

## Sefer Mischpatim
Sefer Mischpatim (hebräisch ספר משפטים; Buch zu den Rechten): Dieses Buch beschreibt das Zivilrecht und besteht aus fünf Halachot. Es geht darin um die Beziehung zwischen Arbeitgeber und Angestellten, geliehene und anvertraute Gegenstände, Verleiher und Entleiher, Rechtsstreit zwischen Ankläger und Angeklagten sowie Erbschaft. Es besteht aus 23 Mitzwot, davon sind 11 Gebote und 12 Verbote.
1. Hilchot S’chirut   (hebräisch הִלְכּוֹת שְׂכִירוּת; Miete)
2. Hilchot Scheila u-Pikadon   (hebräisch הִלְכּוֹת שְׁאֵלָה ופִּקָּדוֹן; Leihe und Verwahrung)
3. Hilchot Malweh w’Lowech   (hebräisch הִלְכּוֹת מַלְוֶה  ולוח; Darlehen)
4. Hilchot To’en w’Nit’an    (hebräisch הִלְכּוֹת טוֹעֵן ונִטְעַן; Kläger und Angeklagter)
5. Hilchot Nachalot   (hebräisch הִלְכּוֹת נַחֲלוֹת; Land in Privatbesitz)

## Sefer Schoftim
Sefer Schoftim (hebräisch ספר שופטים; Buch der Richter): Dieses Buch besteht aus fünf Halachot: Gerichte, Rechtsprechung, Zeugen, Witwen, Könige und ihre Kriege. Es besteht aus 74 Mitzwot, davon sind 27 Gebote und 47 Verbote. 
1. Hilchot Sanhedrin    (hebräisch הִלְכּוֹת סַנְהֶדְרִין והעוֹנְשִׁין המַסּוֹרִים  להם; Gesetze zum Sanhedrin und überlieferte Strafen)
2. Hilchot ‘Edut   (hebräisch הִלְכּוֹת עֵדוּת; Gesetze zu Beweisen)
3. Hilchot Mamrim   (hebräisch הִלְכּוֹת ממרִים)
4. Hilchot Ewel   (hebräisch הִלְכּוֹת אֵבֶל; Gesetze zur Reue)
5. Hilchot Melachim u-Milchamotejihem   (hebräisch הִלְכּוֹת מְלָכִים ומִלְחְמוֹתֵיהם; Gesetze zu den Königen und ihren Kriegen)